# Scinaxinae
Scinaxinae é uma subfamília de anfíbios anuros da família Hylidae, cujas espécies podem ser encontradas do México até a Argentina e em Santa Lúcia e em Trinidad e Tobago.
É composta por pererecas de pequeno a médio porte, com as diapófises sacrais não expandidas e seu focinho é agudamente arredondado, quando visto dorsalmente, e possuindo um probóscide proeminente.
Foi descrita pelos pesquisadores William Duelmann, Angela Marion e Blair Hedges, em 2016, durante uma revisão filogenética da família Hylidae, sendo constatado que alguns gêneros, como o Scinax, não deveriam pertencer a subfamília Hylinae, e sim em uma a parte, nesse caso, a Scinaxinae.

## Gêneros
Atualmente, cinco gêneros pertencem a esta subfamília:
- Gabohyla Araujo-Vieira, Luna, Caramaschi & Haddad, 2020 (1 sp.)
- Julianus Duellman, Marion & Hedges, 2016 (3 sp.)
- Ololygon Fitzinger, 1843 (50 sp.)
- Scinax Wagler, 1830 (72 sp.)
- Sphaenorhynchus Tschudi, 1838 (14 sp.)